# Argentinas historia
Den här artikeln behandlar Argentinas historia från tiden som spansk koloni till självständig republik, och landets moderna historia från militärdiktatur till demokrati.

## Förcolumbisk tid
I förhistorisk tid var Argentina glest befolkat av inhemska folkgrupper som Guaraní, Mapuche, Wichi, Charrúa och Selk'nam/Ona.

## Kolonialperioden 1527-1810

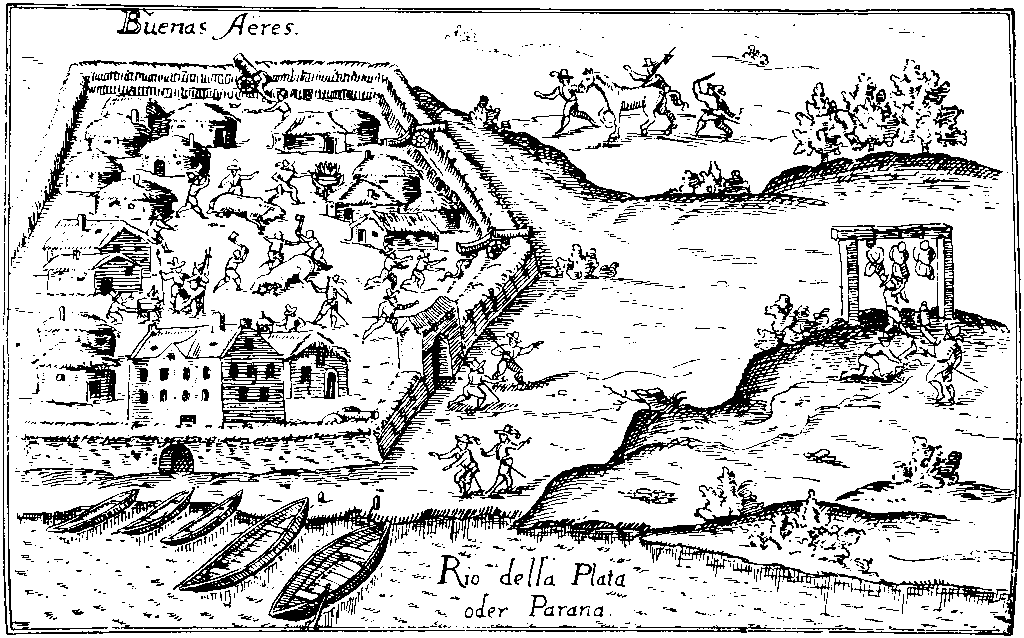
Skiss av Buenos Aires strax efter dess första grundade 1536. Skissen publicerades 1567 av tysken Ulrich Schmidel, som 1534-1554 hade vistats i Sydamerika.

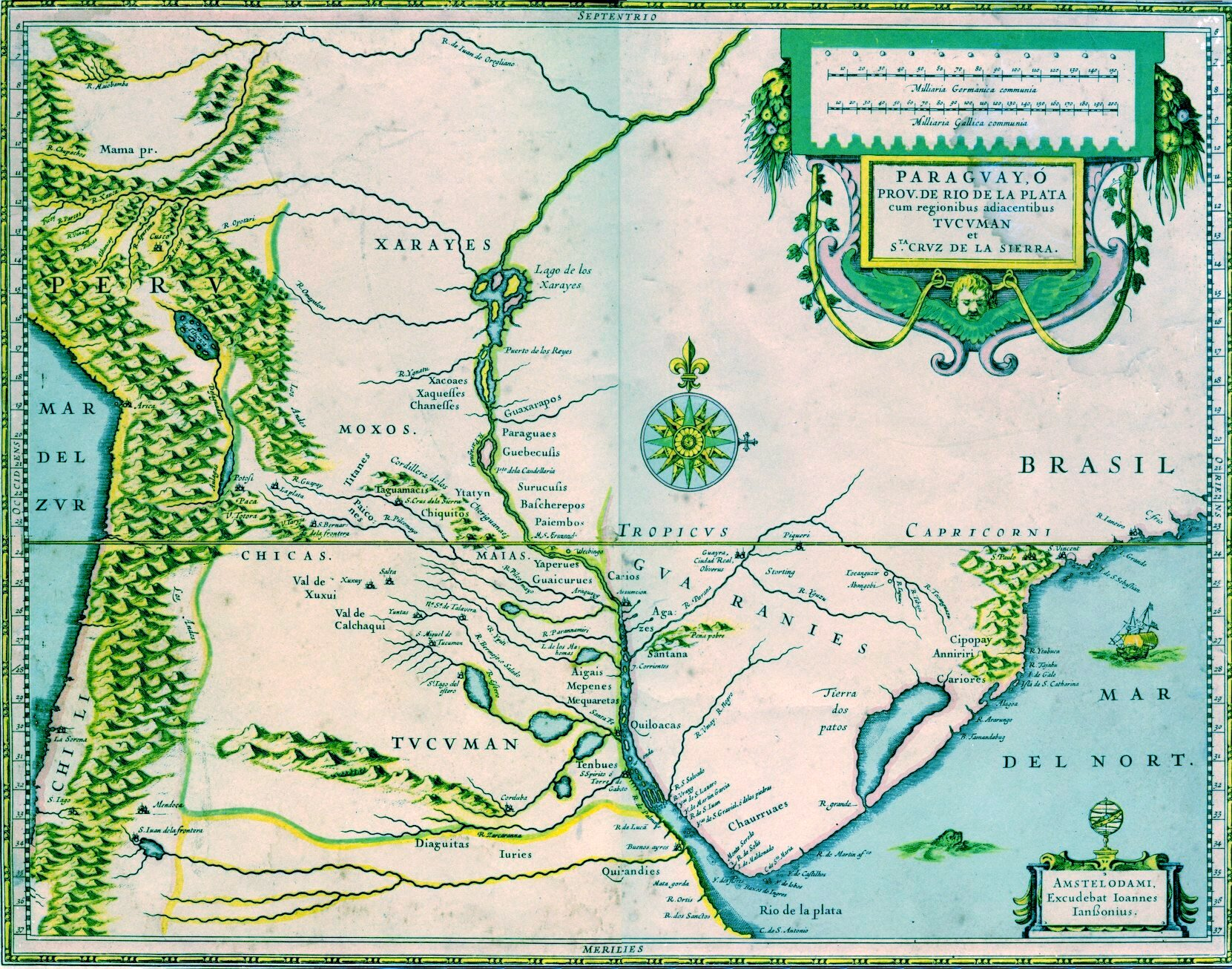
Karta över Paraguay, provinsen vid Río de la Plata, cirka 1600.

Kolonialperioden inleddes med bosättningar runt Río de la Plata och dess biflöden, vilket innebär att norra delen av nuvarande Argentina och Paraguay delar sin tidiga kolonialhistoria. Portugisiska och spanska sjöfarare gjorde under en period i början av 1500-talet tillfälliga besök vid Río de la Plata och dess mynning. De första som eventuellt seglade så långt söderut som nuvarande Argentinas kust var Gonçalo Coelho och Amerigo Vespucci 1502. La Plataviken upptäcktes 1516 av Juan Díaz de Solís. Río de la Plata-området tilldrog sig strax därefter intresse från Spanien för att man hoppades hitta en väg till Peru och dess rikedomar via någon av Río de la Platas flodarmar.

### Kolonisationens inledning från 1527
1527 anlades sedan fortet San Espiritu av Sebastiano Caboto, då rikspilot i spansk tjänst. Caboto döpte floden till Río de la Plata, "silverfloden", efter de rika prydnader av silver som bars av ursprungsbefolkningen. Ursprungsbefolkningen visade dock upp en fientlig inställning till européerna och Karl V var upptagen av konflikter i Europa, vilket innebar att kolonisationen inledningsvis inte tog någon fart.
1534 sändes Pedro de Mendoza till Río de la Plata-trakten som adalantado, civil- och militärguvernör, i spetsen för en stark expedition. 2 februari 1536 grundlade han staden Santa María del Buen Aire, och skickade sedan sina underbefälhavare för att utforska trakterna längre uppåt floden. Staden utsattes för anfall från ursprungsinvånarna, och återuppbyggdes flera gånger, men övergavs 1541.
Av de tidigast anlagda stödjepunkterna längs Rio de la Plata blev bara Asunción, i nuvarande Paraguay, bestående. Det var därifrån, och från Chile och Peru, som de expeditioner utgick som några decennier senare under 1800-talet lade grunden till flera argentinska städer. Santiago del Estero, San Miguel de Tucumán och Córdoba koloniserades från Peru i norr. Mendoza koloniserades från Chile i väster. Från Asunción-kolonin anlades 1573 Santa Fe vid floden Paraná.
Under Juan de Garay, som var adalantado från 1576, fick kolonisationen längs Río de la Plata en fastare form, och under honom återanlades Buenos Aires 1580. Från dessa kolonierna spreds den spanska bebyggelsen successivt, och hela La Plata-området utgjorde en provins som kallades Paraguay.
Boskapsskötseln tog tidigt fart i La Plata-området, men däremot inte handeln. De spanska myndigheterna krävde att all handel måste följa den lätt kontrollerbara vägen längs Stilla havets kust till Mellanamerika och därifrån till Spanien, vilket alltså var en stor omväg jämfört med att utnyttja direkta sjöförbindelser över Atlanten. 1599 förbjöds Buenos Aires uttryckligen att driva handel över havet eller via Río de la Plata flodarmar in i landet. Även om vissa lättnader senare infördet, medförde detta strikta handelsmonopolsystem under långa tider att kolonierna hindrades i sin utveckling och det lockade kolonisatörerna till irreguljär smyghandel och smuggling, särskilt från Buenos Aires och därefter via Brasilien. Det var i huvudsak Perus silver och marknader som var grunden för det ekonomiska livet även i La Plata-området.

### 1619-1776
1619 bildades de tre separata provinserna Buenos Aires, Paraguay och Tucumán. Till 1776 lydde dessa provinser var för sig under Vicekungadömet Peru, som styrdes från Lima.
Under 1600-talet var Córdóba områdets viktigaste stad, och det var här som landets första universitet grundades 1613. Under 1700-talet växte dock Buenos Aires betydelse som handelsstad.
Efter att jesuiterna fördrevs 1767 hamnade deras tidigare blomstrande nybyggen vid övre Paranáfloden och Paraguay i kraftigt förfall.

### 1776-1806
1776 bildades ett nytt vicekungadöme med Buenos Aires som residensort, Vicekungadömet Río de la Plata. Detta omfattade nuvarande Argentina, Uruguay, Paraguay och Bolivia. Portugisernas smyghamn Sacramento, som låg mitt emot Buenos Aires, förstördes samtidigt som betydande lättnader i handelsmonopolet infördes. Det blev nu tillåtet med handel mellan Buenos Aires och Spanien respektive Spaniens övriga sydamerikanska kolonier. Detta ledde till en blomstringsperiod för Buenos Aires, trots att handel med andra länder än Spanien i princip var förbjuden.

### 1806-1810

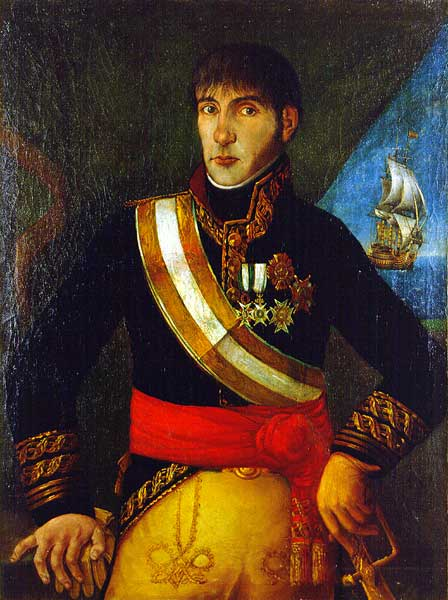
Vicekungen Baltasar Hidalgo de Cisneros, porträtt från cirka 1822.

England ansåg situationen avseende handeln vara skadlig för deras handelsintressen. Río de la Plata-området drogs därför in i Napoleonkrigen då Storbritannien och Spanien stod på olika sidor i konflikten. Då ett angrepp på denna plats inte alls varit väntat kunde engelsmännen inom några dagar och med obetydliga förluster sätta sig i besittning av staden och citadellet. Under general William Beresford och amiral Home Riggs Popham besattes Buenos Aires och landet kring La Plata-mynningen 1806-1807.
En armé av borgare från Buenos Aires under ledning av den nye vicekungen Santiago de Liniers (den tidigare vicekungen Rafael de Sobremonte hade tvingats bort efter Buenos Aires fall) förenade de sig den 27 juni 1806 utanför stadens portar och trängde genom koncentriska anfall britterna allt längre tillbaka mot torget och citadellet och lyckades återta staden. Kapten Liniers belönades för detta med utnämning till vice-kung, och som sådan fick han tillfälle att förnya striden med britterna. Beresford fick förstärkningar från moderlandet, bemäktigade sig östra stranden av La Plata och gjorde Montevideo till utgångspunkt för nya operationer mot Buenos Aires. Den 12 augusti gjorde han ett nytt anfall mot staden, men stötte på ett så hårdnackat motstånd att han efter svåra förluster tvingades dra tillbaka sina stormkolonner. I de påföljande underhandlingarna förpliktade sig Beresford att även utrymma den östra flodstranden.
Brittiska handelsfartyg fortsatte dock att handla med området efter att britterna hade drivits bort, trots det spanska förbudet att handla med andra länder.
Att man själva lyckats driva ut britterna ökade befolkningens självkänsla och var en av de faktorer som bidrog till självständigheten. Joseph Bonaparte tronbestigning 1808 skyndade senare på skilsmässan från Spanien, via det uppror som uppstod och där en junta i Sevilla regerade i Ferdinand VII:s namn. Vicekungen Santiago de Liniers avsattes 1809, och juntan utsåg Baltasar Hidalgo de Cisneros till hans efterträdare. Den nye vicekungens första åtgärd var att tillåta Buenos Aires fri handel. Hans övriga politiska åtgärder syftade till att gynna de inflyttade spanjorerna, vilket ökade de redan stora klyftorna mellan dessa och de infödda kreolerna.

### Jordbruk
Redan tidigt blev boskapsskötsel huvudnäringen i största delen av kolonin, eftersom Pampas erbjuder utmärkta förutsättningar för detta. 1527 tog de europeiska kolonisatörerna in de första hästarna i landet, och 1553 de första nötkreaturen. Boskapsskötseln fick dock ett större uppsving först efter att även får tagits in i Argentina, och engelska och tyska invandrare började bedriva fåravel.

## Självständigheten och utvecklingen under 1800-talet
Flera sydamerikanska provinser inspirerades av Franska revolutionen och Amerikanska revolutionen och bröt sig loss från Spanien 1810. Dock lyckades man inte hålla ihop alla provinser utan Paraguay bildade en egen stat 1811. Den 9 juli 1816 följde Argentina efter, men tappade även Bolivia 1825 och Uruguay 1828.

### Vägen till självständighet 1810-1816

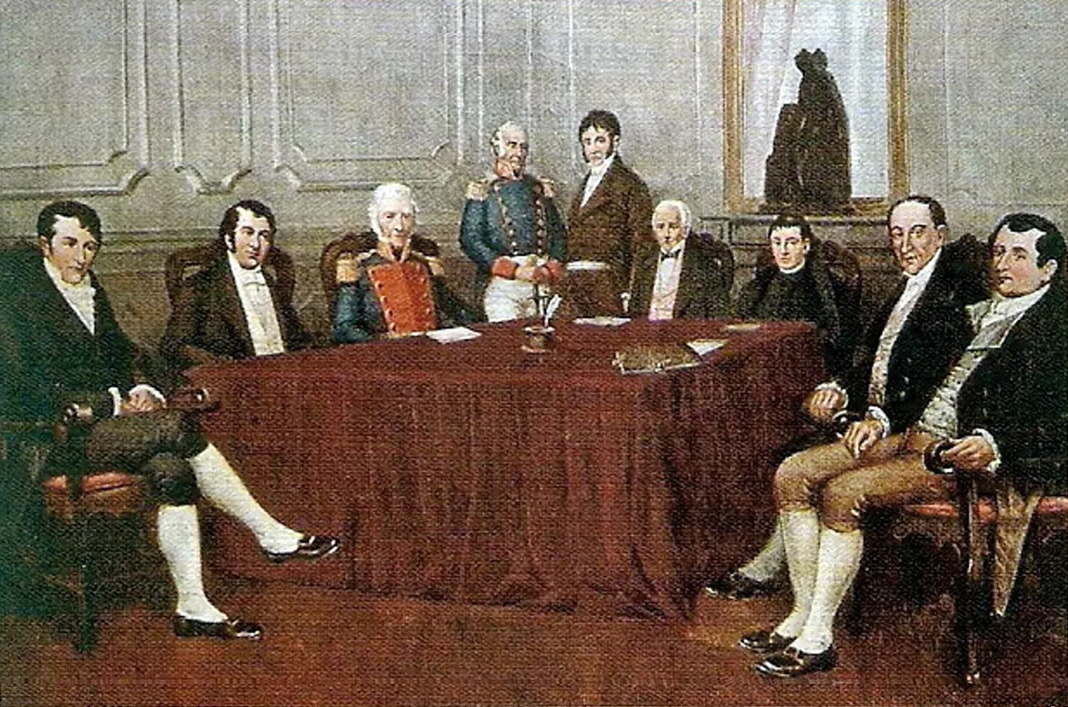
En senare målning av Primera Junta av Francisco Fortuny.

Sevilla-juntan hade inledningsvis accepterats i Río de la Plata-provinserna, men när man nåddes av nyheter om att denna hade drabbats av motgångar etablerade kreolerna en egen junta 25 maj 1810 efter den så kallade Majrevolutionen, med Mariano Morino som sekreterare. Den inledande avsikten var dock inte att bryta förbindelserna med Spanien, och juntan agerade i Ferdinand VII:s namn, även om de visade upp en revolutionär inriktning genom att de avsatte de kungliga ämbetsmännen och ersatte dem med kreoler.
Den revolutionära rörelsen hade inledningsvis varit begränsad till staden Buenos Aires, men juntan hävdade sedan överhöghet över hela vicekungadömet och använda militära maktmedel. Detta var dock inte framgångsrikt, och de kommande åren var därför fyllda av strider mellan de spansksinnade (rojalisterna) och självständighetsivrarna (patrioterna). Självständighetsrörelsen hade sitt starkaste stöd hos stadsborna, porteños, som inte minst omfattade Buenos Aires köpmän, som var påverkade av engelska frihetsidéer. På den motsatta sidan fanns framförallt utbygdernas boskapsskötare, gauchos, där många var ättlingar till tidiga spanska kolonisatörer och deras barn med indianbefolkningen. Cisneros fick fly till Montevideo, som var den spanska sidans huvudort under konflikten, men 1814 intogs även denna stad.
En kongress i Tucumán proklamerade 9 juli 1816 Río de la Platas förenade provinser som en oberoende stat med Buenos Aires som regeringens säte. Uruguay och Paraguay organiserades var för sig som självständiga republiker.

### Utveckling och inre stridigheter 1816-1829
Även efter självständighetsförklaring fortsatte inre strider med oförminskad styrka, nu i form av en kamp mellan unitarier, som ville ha en stark centralmakt, och federalister, som stödde provinsernas självständighet och oberoende av Buenos Aires. Under dessa första år så handlade provinsernas militärbefälhavare självständigt gentemot centralregeringen i Buenos Aires, och vägrade ofta lyda regeringens order, eller tog till vapen mot den. En av dessa befälhavare var José Gervasio Artigas i Uruguay. I januari 1825 antogs en ny grundlag, som efter att den utarbetats mer i detalj bekräftades i december 1826 och som huvudsak följde unitariernas vilja. 
Att självständigheten trots allt kunde bibehållas berodde bland annat på att general José de San Martín hade dragit in i Chile 1817, och lyckades driva ut spanjorerna och upprätta en revolutionsregering. Detta tog bort trycket från Río de la Plata, eftersom situationen i Chile hotade den spanska ställningen i Peru, som ansågs som deras viktigaste besittning. USA erkände det nya landet 1823, och ett brittiskt sändebud, sir Woodbine Parish, slöt i februari 1825 ett handelsfördrag med den nya förbundsstaten vilket innebar ett brittiskt erkännande. Spanien erkände förbundsstaten först 1842.
Den centraliserade förbundsstatens förste president, Bernardino Rivadavia, blev redan 1827 tvungen att avgå från sitt ämbete. En bidragande anledning var att förbundsstaten hamnade i krig med Brasilien 1825-1828, vilket resulterade i att det omstridda området Uruguay blev en självständig republik.

### Rosas styre 1829-1852

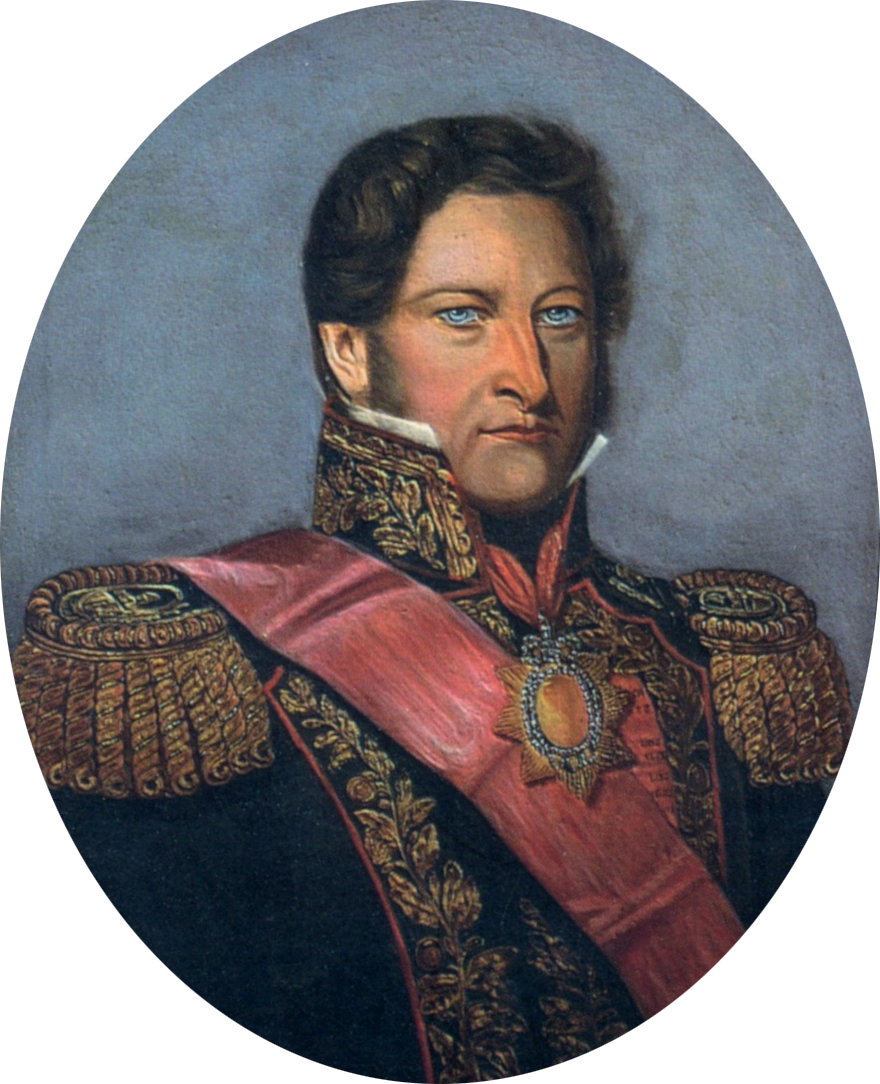
Juan Manuel de Rosas, porträtt av Gaetano Descalzi, cirka 1845.

1829 kom federalisterna under gaucheledaren Juan Manuel de Rosas till makten, efter att unitariernas ledare general Lavalle, lidit ett nederlag. Rosas kuvade sedan med järnhand båda partierna och fick 1830 diktatorisk makt. Hans hårda styre, en lättsinnig utrikespolitik med inblandning i grannrepublikernas inre strider samt ett illa övervägt krig mot Frankrike och Storbritannien stegrade missnöjet med honom, även om hans tid även karaktäriserades av ekonomiska framsteg. Rosas tidigare anhängare Justo José de Urquiza framkallade, med stöd av Brasilien, Uruguay och Paraguay, en folkresning som ledde till att Rosas drevs bort i februari 1852.

### Nya stridigheter 1852-1861
Den revision i federalistisk anda som författningen fick efter Rosas avgång tillfredsställde inte befolkningen i Buenos Aires, som i september 1852 reste sig i öppet uppror under ledning av Alsina. Striden mellan Buenos Aires och de 13 provinserna fortsatte under de följande åren under täta personväxlingar på de ledande posterna och växlande framgång i strid. Urquiza residerade i Paraná och försökte få stöd från de europeiska stormakterna genom att bekräfta sjöfartens frihet på Río de la Plata. Efter ett svårt nederlag vid Cepeda 1859 anslöt sig Buenos Aires åter till konfederationen, och både Urquiza och Alsina lämnade sina ämbeten.
Redan 1861 blossade dock striden upp igen och utföll denna gång till förmån för Buenos Aires vars guvernör, general Bartolomé Mitre, besegrade Urquiza vid Pavon i september 1861.

### Utveckling 1862-1886
1862 valdes Mitre till president i Argentinska konfederationen. Buenos Aires bestämdes provisoriskt som centralregeringens säte, men skulle även behålla sin autonoma ställning som provins och sina särskilda rättigheter. I Buenos Aires fanns alltså två lagstiftande församlingar, konfederationens och provinsens. Buenos Aires särställning orsakade missnöje i de andra provinserna, vilket visade sig i form av många oroligheter. Landet besvärades vid denna tid också av indianernas strövtåg, och finanserna var i dåligt skick.
Bland annat genom att införa ändamålsenliga bank- och finanslagar och genom att gynna den europeiska invandringen lyckades Mitre befästa sitt anseende och hålla sig var vid makten, trots de svårigheter som ett långvarigt krig mot Paraguay 1865-1870, som Argentina drev tillsammans med Brasilien och Uruguay, och ett uppror i nordvästprovinserna orsakade.
Mitres efterträdare på presidentposten 1868–1874, Domingo Faustino Sarmiento, hade tidigare varit sändebud i Washington. Han intresserade sig särskilt för undervisningen, och 1868 skapades ett statligt utbildningsväsende. Tidigare hade Jesuitorden skött undervisningen i landet. Sarmiento verkade också för att främja näringslivet och den europeiska invandringen. Den ekonomiska utvecklingen gick snabbt framåt såväl under honom som under hans efterträdare under åren 1874-1880, federalisten Nicolás Avellaneda, som dock först var tvungen att bekämpa ett uppror från Mitre innan hans ställning erkändes. Genom att slå ner de fria indianerna expanderade han landets gränser i sydväst, vilket också framkallade en konflikt med Chile.
I samband med presidentvalet 1880 bröts Buenos Aires särställning, dock först efter ett inbördeskrig, där denna stad och provinserna Buenos Aires och Corrientes besegrades av de 12 övriga under regeringens presidentkandidat, general Julio Argentino Roca, som därefter valdes. Staden Buenos Aires ställdes som regeringssäte under nationalregeringens förvaltning och upphörde att vara provinsens huvudstad. Under Rocas presidenttid 1880–1886 löstes gränskonflikten med Chile genom ett fördrag 1881, och i enlighet med detta utstakade en vetenskaplig kommission 1885 gränsen mot Chile i södra Patagonien och Eldslandet. I övrigt var Rocas presidenttid lugn och präglade av arbete för landets inre utveckling, dock med alltför stort utnyttjande av lån från utlandet. Rocas kom från det federalistiska partiet, som senare kom att kallas det konservativa partiet.

### Ekonomisk kris, uppror och statsbankrutt 1890
Roca efterträddes 1886 som president av sin svåger, Miguel Juárez Celman. Under Celmans styre genomfördes allehanda affärer och statsekonomiska åtgärder med stor brådska, vilket fick skulderna att öka kraftigt och räntebetalningarna att bli allt mer betungande. Regeringen emitterade därför i hemlighet alltmer sedlar, det vill säga ökade penningmängden, och samtidigt förekom korruption bland ämbetsmännen, som Celman blundade för. Bland de högre samhällsklasserna förekom omfattande spekulation, baserad både på aktiebolag och omfattande byggande. Detta ledde till att hypoteksbankernas pantbrev ofta sjönk ner under halva guldvärdet och guldagiot (skillnaden i värde mellan guldmynt och andra betalningsmedel) steg så högt, att man måste betala 300 pesos pappersmynt för 100 pesos guld.
Till följd av denna finanskris uppstod ett allmänt missnöje med Celman och landets styre. En regeringsfientlig sammanslutning, Unión cívica radical, bildades 1889 och startade i juli 1890 ett upplopp i Buenos Aires. Detta var den radikala delen av oppositionen mot de konservativa, medan den moderata delen av oppositionen hade Mitre som sin ledande person. Upprorsmännen tog efter blodig strid kontroll över de viktigaste punkterna i staden och utropade ordföranden i Unión cívica radical, Leandro Allem, till president. Representanter för andra länder försökte få till stånd en fredlig uppgörelse, men revoltörerna krävde att Celman skulle avsättas. I och för sig lyckades general Roca till sist slå ner upproret, men av hänsyn till den kraftiga missnöjet med hans inkompetenta styre såg sig Celman tvungen att i augusti 1890 avgå från presidentposten.
Den dittillsvarande vicepresidenten Carlos Pellegrini satt därefter som president 1890–1892, och general Roca fick i uppdrag att bilda en ministär. Den nye finansministern Lopez föreslog genast, att man skulle ge ut 60 miljoner statskasseassignationer och ta upp ett utländskt lån på 20 miljoner pesos i guld för att kunna betala de redan förfallna räntorna, och detta godkändes av kongressen. Dessa åtgärder kunde dock inte hindra den hotande finanskrisen, och resultatet blev en statsbankrutt. Även flera europeiska handelshus drog med i Argentinas problem, bl.a. Londonfirman Baring Brothers & Co., som räddades från kollaps av Bank of England och andra banker.

### 1892-1898
Till presidentvalet 1892 ställde den gamle general Mitre upp som kandidat för den moderata oppositionen, och på den konservativa motsidan fanns Roca. En öppen strid mellan dem undveks genom att båda trädde tillbaka till förmån för en neutral kandidat, den väl ansedde domaren Luis Sáenz Peña. Han visade sig dock inte kapabel att sköta den svåra presidentämbetet när uppror bröt ut i provinserna Buenos Aires och Santa Fé under Allem och andra ledare inom Unión cívica radical. Sedan upproren slagits ner ville Sáenz Peña att krigsrätternas domar över de deltagande officerarna skulle verkställas, och istället för att ge efter för kongressens krav på allmän amnesti avgick han hellre 1895. Sáenz Peña betraktade amnestin som en direkt uppmaning till militäranarki.
Vicepresidenten José Evaristo Uriburu, en tidigare diplomat, blev hans efterträdare som president 1895–1898. I samband med en gränskonflikt mellan Argentina och Chile var stämningen bland folket på båda sidor inriktad på krig, och båda sidor genomförde regeringarna betungande militära satsningar.
General Roca avlöste Uriburu i oktober 1898, då han för andra gången valdes till president. Roca inriktade sig på att åstadkomma avspänning med grannländerna, och förhandlingar om successiv avrustning genomfördes, och började sättas i verket efter att gränskonflikten med Chile hade lösts genom skiljedomar. De finansiella svårigheterna fortsatte samtidigt att dominera inrikespolitiken, tillsammans med konflikter gällande protektionism kontra frihandel. En myntkonversion genomdrevs 1899, och regeringen försökte skynda på uppodlingen av de bördiga områdena i söder genom förbättrat transportnät.

### Gränskonflikten med Chile
Gränstvisten med Chile kom under Uriburu presidenttid in i ett kritiskt skede. I augusti 1898 nådde spänningen i konflikten sin höjdpunkt, men de båda republikernas ledande politiker lyckades enas om tvisterna skulle avgöras genom skiljedom.
Frågan huruvida gränslinjen i Patagonien skulle följa vattendelaren eller Kordillerernas högsta toppar hänsköts 26 april 1896 till den brittiska regeringens avgörande. Den senare uppkomna tvisten om besittningsrätten till det gamla bolivianska området Puña de Atacama underställdes 12 november 1898 en blandad kommission, med USA:s sändebud i Argentina som avgörande i sista hand. Skiljedomsutslaget från USA:s sändebud i april 1899 var väsentligen till förmån för Argentina, och den brittiska regeringens skiljedom av 27 november 1902 innehöll en gränslinje som var tillfredsställande för båda parter.

### Europeisk invandring
1836 började en period av omfattande invandring från framförallt Europa till Argentina, med italienare som den största gruppen. Efter en minskad invandring under perioden av inre oroligheter 1843–1852, steg den därefter kraftigt till året 1889, då hela 218 744 invandrare anlände. Under denna period hade Argentina en stark befolkningstillväxt som drevs av invandringen. Vid den första egentliga folkräkningen 1869 var befolkningen 1 836 490 personer, och under perioden 1869–1895 ökande den med 5,2% per år, för att under perioden 1895-1901 öka med 2,5% per år.
Perioden 1857–1897 invandrade 1 698 654 personer, och av dessa var 1 053 977 italienare (62%), 302 182 spanjorer (17,8%), 154 554 fransmän (9,1%), 32 501 britter (1,9%), 28 131 från Österrike-Ungern, mest polacker, 25 563 tyskar (1,5%), 23 914 schweizare (1,4%), 18 677 belgare (1,1%) och 59 155 (3,5%) av andra nationaliteter. Det totala antalet invandrare mellan åren 1857 och 1901 var 2 147 914 och utvandrarna var 879 355, vilket innebar ett invandringsöverskott av 1 268 559. 1 januari 1901 utgjorde antalet utlänningar i landet 1,25 miljoner, vilket var drygt 25% av den dåvarande befolkningen på 4 926 913 personer.

### Ursprungsbefolkningen

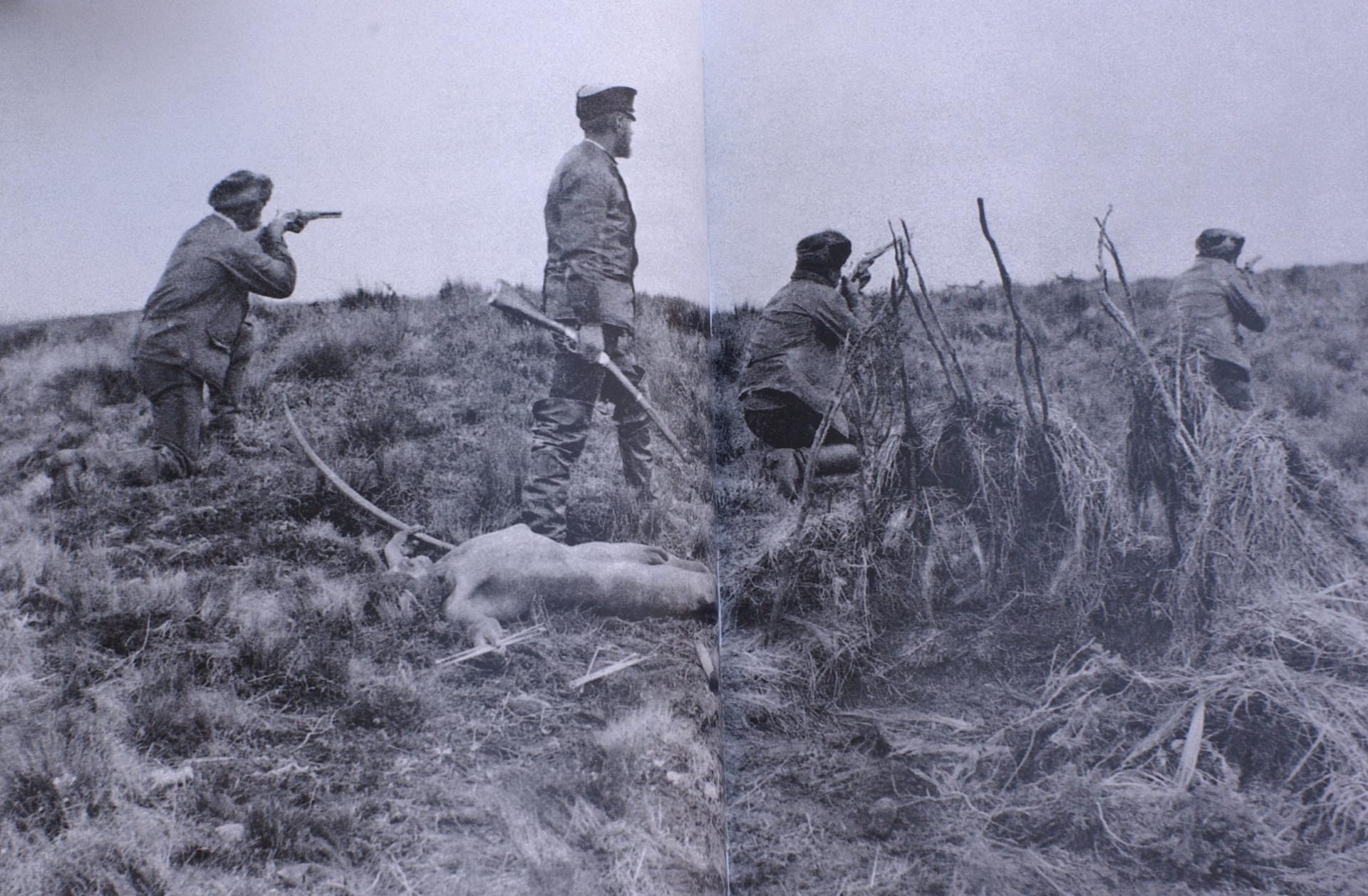
Julio Popper(?), en av symbolerna för folkmordet på selk'nam

Under perioden strax före och efter självständigheten ledde koloniseringen av Pampas, Patagonien, Eldslandet och norra delarna av landet till massiva övergrepp och folkmord på ursprungsfolken, bland annat Selk'nam (också kallade Ona) i Eldslandet som utrotades som folkslag.

### Ekonomi, näringsliv, handel och transport
Fram till senare delen av 1800-talet var boskapsskötseln den mest betydelsefulla delen av Argentinas jordbruk och näringsliv i stort. Under 1800-talets sista decennier expanderade spannmålsproduktionen kraftigt. 1877 importerade Argentina fortfarande spannmål, men runt 1900 hade landet den största veteproduktionen per capita i hela världen, och huvuddelen av produktionen gick på export.
Byggande av järnväg inleddes i begränsad omfattning på 1860-talet, och några av de viktigare banorna tillkom från 1870-talet. Anderbanan nådde Villa Mercedes 1875 och sträckan Cordoba–Tucumán öppnade 1876. På 1880-talet fortsattes nordbanan från Tucumán till Salta, och Neuquénbanan öppnades 1900. Hela sträckan Buenos Aires-Santiago de Chile stod klar 1910 efter att en tunnel hade byggts under Anderna.

## 1900-1943
Fram till andra världskriget upplevde Argentina interna motsättningar mellan dels konservativa och liberaler, dels politiker och militären.

### 1904-1916
Från Rocas tillträde 1898 och fram till 1916 tillhörde alla presidenter det konservativa partiet. Rocas efterträdare som president var Manuel Quintana som satt på posten från oktober 1904 till mars 1906, då han avled. Han verkade mycket för att förbättra transportväsendet i landet, särskilt i form av järnvägar, och hans politik fortsattes av hans tidigare vicepresident, José Figueroa Alcosta, som var president mars 1906-oktober 1910.
Roque Sáenz Peña tillträdde som president i oktober 1910. Under hans styre infördes allmän och hemlig röstning, vilket var ett av de viktigaste kravet från den radikala oppositionen, trots att han själv kom från det konservativa partiet. Ökningen av kostnader för ämbetsmannalöner och pensioner orsakade finansiella problem. En speciell finanskommitté genomdrev betydande besparingar, och att en effektivare jordbeskattning infördes 1916. Den tidigare vicepresidenten Victorino de la Plaza var president från augusti 1914 till oktober 1916, efter att Sáenz Peña avlidit.
I maj 1915 ingick Argentina, Brasilien och Chile ett avtal ("ABC-alliansen") om att alla tvister mellan dem skulle hänskjutas till en undersökningskommission, vars resultat skulle avvaktas, innan några fientligheter fick förekomma.
Hipólito Yrigoyen var president 1916-1922. Han var den förste president som tillhörde det radikala partiet, som från 1880-talet hade fått successivt ökat stöd. och hans makttillträde var möjligt genom de rösträttsreformer som genomförts under den konservative Sáenz Peña. Radikalerna hade sitt främsta stöd bland medelklassen och industriarbetare, medan de konservativa dominerades av storgodsägare och hade många anhängare bland lantarbetare. Under Yrigoyen genomfördes en partipolitisk rensning i statsapparaten och han placerade ut sina egna anhängare på alla ledande poster i förvaltningen.

### Argentina under första världskriget
I första världskriget 1914-1918 var Argentina strikt neutralt. Neutralitetslinjen som inleddes under Sáenz Peña fortsattes under Yrigoyen. Irigoyen tog våren 1917 initiativ för att åstadkomma medling i de latinamerikanska republikernas regi mellan USA och Tyskland, men fick enbart stöd av Mexiko för denna plan.
Argentina protesterade 7 februari 1917 mot Tysklands oinskränkta ubåtskrigföring under det pågående kriget. Argentina behöll dock sin neutralitet även då den så kallade Luxburgaffären uppdagades och orsakade stor upprördhet i landet. Det upptäcktes i september 1917 att Tysklands chargé d’affaires i Argentina, Karl von Luxburg, i chiffertelegram rekommenderat sin regering att eventuellt låta "spårlöst sänka" argentinska handelsfartyg. En tysk ursäkt med kraftigt ogillande av detta uttalande ledde till konfliktens avveckling utan att de diplomatiska förbindelsernas bröts.
Ekonomiskt led Argentina rätt svårt av kriget. Även om köttexporten ökade kraftigt, gick tullinkomsterna kraftigt ned, och när värnpliktiga italienska immigranter kallades hem till tjänstgöring i Italien 1915 orsakades stora problem på arbetsmarknaden, eftersom italienarna var den största invandrargruppen i landet.

### 1919-1930
Stora strejker och arbetaruppror förekom under en lång tid i början av 1900-talet och kulminerade i januari 1919 i en storstrejk i Buenos Aires, som spred sig till landets övriga städer. Under ledning av bolsjeviksympatiserande ryska invandrare tycks syftet ha varit att erövra regeringsmakten. Efter några dagars blodiga gatustrider återställdes ordningen av general Dell' Epiane, som utsågs till militärdiktator i Buenos Aires.
Argentina inträdde 1919 i Nationernas förbund (NF) och verkade för att även de länder som besegrats i första världskriget skulle vara medlemmar. Då NF inledningsvis inte utvecklades i denna riktning, höll sig Argentina periodvis borta från NF-arbetet.
Radikalen Marcelo Torcuato de Alvear var president 1922-1928, och han tillträdde tack vare Yrigoyens popularitet och dennes stöd. Under Alvears tid splittrades det radikala partiet, bland annat eftersom det visat sig att de inte hade något tydligt inrikespolitiskt program som de var eniga kring. En vänsterflygel blev ett eget parti, de demokratiska progressisterna. Även mellan Alvear och Yrigoyen uppstod splittring. Alvear, som inte var intresserad av att följa sin företrädare Yrigoyens instruktioner och personligt färgade politik, blev ledare för en moderat grupp som kallades antipersonalisterna, medan Yrigoyen ledde den radikala majoriteten som kallades personalisterna. Vid valet till deputeradekammaren 1926 blev personalisterna det största partiet, och i presidentvalet 1928 valdes Yrigoyen åter till president med en stor majoritet.
Den stora depressionen som följde på Wall Street-kraschen i oktober 1929 ledde även till ekonomisk kris i Argentina. Eftersom många av de mer kompetenta krafterna på den radikala sidan hade följt med Alvear, visade sig Yrigoyen ha stora svårigheter att hantera situationen, och hans styre karaktäriserades förutom hotande finansiell kollaps även av omfattande korruption. Detta ledde till en statskupp i september 1930, då en militärjunta under José Félix Uriburu (de facto-president september 1930-februari 1932) tog makten, med stort folkligt stöd i den uppkomna situationen.

### 1930-1940
Efter statskuppen 1930 styrde en allians av de konservativa och vissa antipersonalister, la Concordancia. Både president Augustin Justo (1932-1938) och Roberto Ortiz (1938-1942) var antipersonalister, och den inrikespolitiska linjen som de förde var tämligen moderat. Detta styre har dock senare kallats "det ökända decenniet" (Década Infame). Regimen byggde sin ställning hos befolkningen på det ekonomiska uppsvinget från 1932, hade stöd av militären och kunde genom de lokala ämbetsmännen kontrollera valen. Oppositionen i form av radikalerna, de före detta personalisterna, nu under ledning av Alvear, kunde därför inte återta makten under 1930-talet varken genom sina kuppförsök eller genom val.
Vid andra världskrigets utbrott 1939 förklarade sig Argentina neutralt. Landet hade i april 1939 vid en konferens i Lima vägrat att ansluta sig till ett förslag från USA om att vidta gemensamma amerikanska åtgärder mot de totalitärt styrda staterna i Europa.

### 1940-1943
Våren 1940 fick radikalerna majoritet i deputeradekammaren för första gången på åtskilliga år. I juli 1940 insjuknade president Ortiz, och vicepresident Ramón S. Castillo inträdde i hans ställe. Efter Ortiz död var Castillo president 1942-1943. Castillo tillhörde det konservativa partiet, vilket innebar ökade motsättningar mellan presidenten och radikalerna i deputeradekammaren.
Castillo var mycket ovillig att ändra på Argentinas neutralitetspolitik när USA efter sitt inträde i andra världskriget i december 1941 krävde detta, och hade stöd för detta bland radikalerna och den argentinska pressen. Han erkände 1941 USA som "icke krigförande" i deras krig mot Tyskland, Italien och Japan, och gjorde samma sak 1942 med Brasilien, men upprepade Argentinas neutralitet i övriga konflikter. Denna linje ledde till ekonomiska repressalier från USA, som ledde till stora svårigheter för landets näringsliv. I denna situation med ökade konflikter försökte Castillo regera genom regeringsdekret som utfärdades utan att konsultera deputeradekammaren.

## Statskuppen 1943 och utvecklingen 1943-1946
Det besvärliga inrikespolitiska läget ledde till en statskupp 4 juni 1943, som leddes av general Arturo Rawson och krigsministern Pedro P. Ramírez. Rawson innehade presidentmakten några dagar i juni 1943, och följdes på posten av Ramíres 1943-1944, vilket innebar att en ren militärdiktatur hade etablerats i landet. Bland annat var partierna förbjuda och pressen löd under censur.
De militärer som stod bakom kuppen fanns i den nationalistiska organisationen Grupo de Oficiales Unidos (GOU). Inom GOU fanns dock stora åsiktsskillnader gällande utrikespolitiken, vilket ledde till flera skiften på ministerposter, statskupper och tvära kast i utrikespolitiken. Dels fanns i GOU en falang som var anhängare till Axelmakterna och hade fascistiskt orienterade, och dels fanns det ledande personer som ville föra en moderat politik som en pragmatisk anpassning till USA:s krav. Ramírez och utrikesminister Storni var sommaren 1943 beredda att gå USA till mötes genom att bryta de diplomatiska förbindelserna med Axelmakterna, men motstånd från GOU gjorde detta omöjligt. Storni fick avgå i september 1943 efter att ha vädjat till USA om lättnader i restriktionerna mot Argentina. Överste Juan Perón framträdde vid denna tid alltmer som en förgrundsfigur inom GOU. Perón var först assistent till krigsministern Edelmiro Farrell, och blev senare under 1943 chef för arbetsdepartementet, där han genomförde sociala reformer för att förbättra arbetsvillkoren i landet, bland annat genom lagstagad semester och minimilöner. På denna post gjorde han sig därför populär bland allmänheten, även genom att leda hjälpinsatserna efter 1944 års jordbävning i San Juan, och skaffade sig kontakter i arbetarrörelsen.

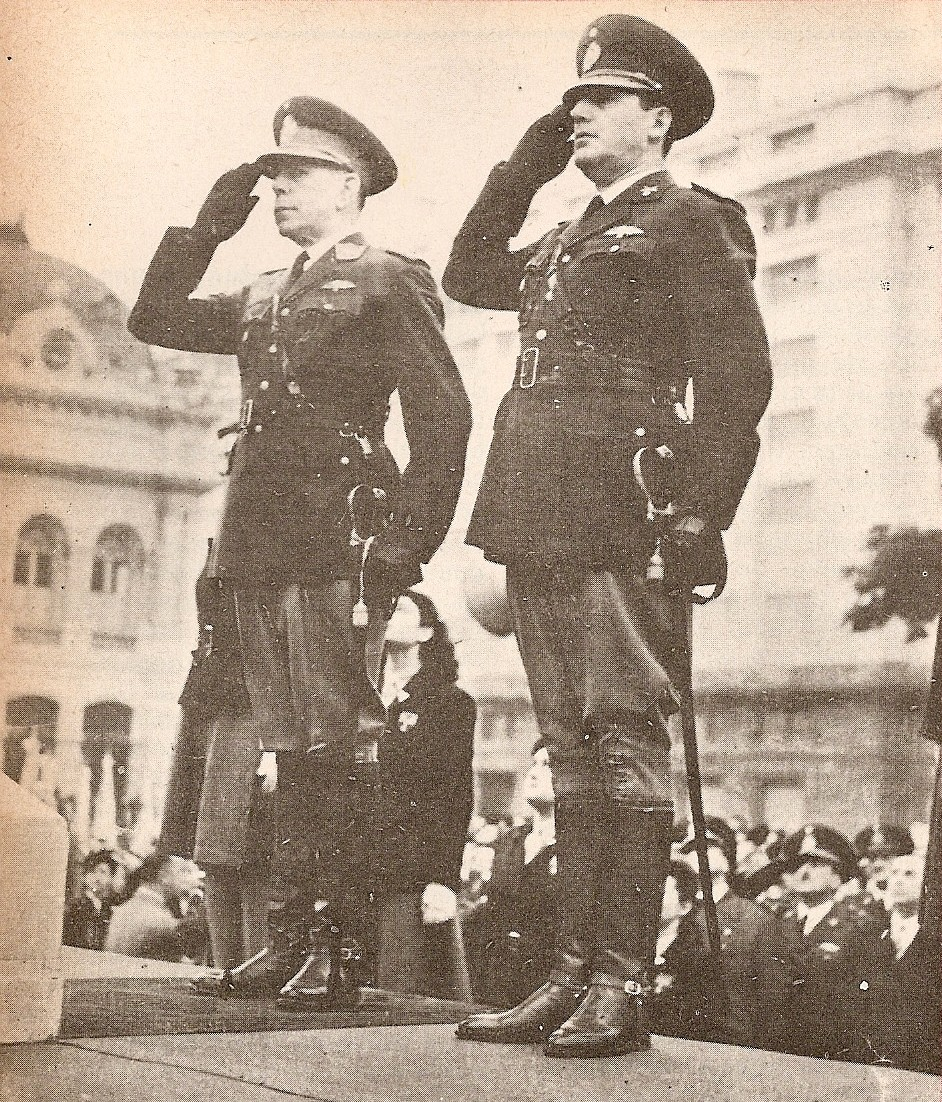
President Edelmiro Farrell och vicepresident Juan Perón i april 1945.

I januari 1944 bröt Argentina trots allt sina diplomatiska förbindelser med Tyskland, Italien och Japan. GOU:s reaktion mot detta ledde till att utrikesminister A. Gilbert fick avgå i februari 1944, och att president Ramírez tvingades lämna sin post i mars 1944. Edelmiro Farrell blev istället president 1944-1946. Perón blev krigsminister och senare under 1944 vicepresident, samtidigt som han behöll sin post i arbetsdepartementet. Vissa åtgärder mot tyskvänliga element och tyskar i Argentina ställdes in efter detta maktskifte, men det blev inget återtagande av de diplomatiska förbindelserna.
Dock ledde avsättningen av presidenten och utrikesministern till att USA skärpte sin inställning mot Argentina och vägrade att erkänna den nya regeringen. Även Storbritannien, som tidigare haft en mjukare hållning än USA genom de långvariga handelsförbindelserna, anslöt sig till denna linje. Under sommaren och hösten 1944 förde utrikesminister O. Peluffo en starkt nationalistisk utrikespolitik, med ett ännu mer spänt läge som följd. Alla allierande länder kallade hem sina sändebud från Buenos Aires, USA-flaggade fartyg förbjöds anlöpa argentinska hamnar och i USA lades ett embargo på argentinskt guld. Hösten 1944 stod Argentina därför nästan helt isolerat. Det inrikespolitiska resultatet av USA:s hårda åtgärder blev dock att befolkningen blev mer positivt inställd till militärregimen.
Från augusti 1944 genomfördes dock vissa successiva förändringar i militärregimens politik och närmanden till de allierade skedde. Inledningsvis lättades censuren och fler civila ämbetsmän tillsattes på höga poster inom förvaltningen. I januari 1945 avgick utrikesminister Peluffo, i februari 1945 förbjöds ett antal fascistiska tidningar och i mars 1945, då utgången av andra världskriget var tämligen given, förklarade Argentina krig mot Tyskland och Japan. 9 april 1945 återupptog USA sina diplomatiska förbindelser med Argentina, och landet bjöds in till San Francisco-konferensen 30 april, då Förenta nationerna konstituerades, trots Sovjetunionens motstånd mot argentinskt deltagande. I augusti 1945 upphävdes det belägringstillstånd som styrt inrikespolitiken i Argentina, och de politiska partierna tilläts åter att verka. Nya val utlovades, och efter vissa fördröjningar genomfördes de i februari 1946.

### Peróns väg mot makten
Den som framförallt stod bakom den opportunistiska linje som förts under 1944-1945 var Juan Perón, och det var tydligt att han själv siktade på presidentposten. När de politiska partierna åter tilläts i augusti 1945 skapade han kontakter med delar av det radikala partiet och grundade ett eget parti, Partido laborista, som stod för ett radikalt socialpolitiskt program i linje med hans verksamhet i arbetsdepartementet, samtidigt som han verkade som en talesman för Argentinas nationalister. Han upplöste dock GOU, som inte länge fyllde något syfte för honom, och som varit en källa för oroligheter. Perón bildade också egna fackföreningar och uttalade sig mot de rika och besuttna samhällsklasserna i Argentina. Med skicklig agitation fick han bland annat stöd från många lantarbetare, som tidigare brukat stödja det konservativa partiet.
Dessa åtgärder innebar att det uppstod motstånd mot Perón i vissa officerskretsar. I augusti, september och oktober 1945 genomfördes kuppförsök för att avlägsna honom. I augusti 1945 genomfördes därför en masshäktning av Peróns motståndare, bland annat inom universitetsvärlden, men de som häktades frigavs snart. I oktober 1945 lyckades kuppmännen avlägsna Perón från regeringen i några dagar, och han satt då häktad. Detta ledde till att våldsamma demonstrationer till stöd för Perón bröt ut i Buenos Aires, och han återinsattes därför på sin post.

## 1946-1983

### Valet 1946 och Peróns makttillträde

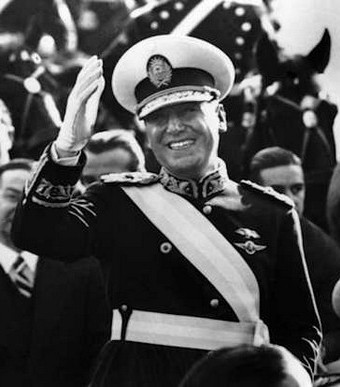
Juan Perón 1946

Perón uppträdde i valet i februari som presidentkandidat för Alianza democrática, som omfattade hans eget Partido laborista och en radikal fraktion. I stort sett alla de övriga gamla parlamentariska partierna var emot Perón: de flesta konservativa, flertalet radikala och de demokratiska progressisterna, och därtill socialisterna och kommunisterna, som dock inte haft någon större roll i Argentinas politik. Dessa partier bildade en valkartell under namnet Unión democrática, som ställde upp med radikalen Tamborini som presidentkandidat. Eftersom Unión democrática innehöll de krafter som under andra världskriget varit pro-allierade var USA mer positivt inställd till denna gruppering. Strax före valet 1946 publicerade därför USA:s utrikesdepartement en "blå bok" som innehöll hård kritik av Peróns inställning under kriget. Detta fick dock motsatt verkan mot den som USA avsåg. Precis som USA:s påtryckningar under kriget gjorde militärregimen mer populär bland folket, så ledde detta försök till påverkan att Perón för den allmänna opinionen framstod som Argentinas man.
Perón vann valet med betryggande majoritet, 299 elektorsröster mot 66, och hans Partido laborista fick en majoritet av platserna i parlamentet.

### Peróns första presidentperiod 1946-1955
Juan Perón var president 1946-1955, efter att ha omvalts 1951. Peróns andra hustru Eva Perón, "Evita", var under hans första presidentperiod hand om arbets- och hälsodepartementen och en utåt mycket synlig person i bland annat välgörenhetssammanhang. Hon var skådespelerska när hon 1944 första gången träffade Juan Péron, och hon var 26 år gammal när den då 50-årige Perón blev president. Paret Perón odlade skickligt en personkult kring sig, som ledde till stor popularitet, och Eva Perón blev den mest folkkära personen i Argentinas historia. Inför valet 1951 siktade hon på posten som vicepresident, och åtnjöt stort folkligt stöd, men avböjde till sist nomineringen. Detta orsakades av att armén och de högre samhällsklasserna var negativt inställda till Eva Perón och att ha henne som vicepresident, och dessutom hade hon sedan året innan varit svårt sjuk i livmoderhalscancer. Eva Perón dog av sin cancersjukdom 1952.
Under Peróns presidentperiod infördes kvinnlig rösträtt, arbetarlönerna höjdes, jordbruksexporten ställdes under statlig kontroll och ett antal företag med utländskt ägande nationaliserades. Generellt innebar Peróns politik en högre levnadsstandard för befolkningen, men efter en tid orsakade politiken svåra ekonomiska problem för landet. Orsaken till detta var den kontroversiella jordbrukspolitik med inslag av statlig styrning som Perón förde. Lägre inhemska priser på jordbruksprodukter gav billig mat till stadsinvånarna och exportvinster vid den statligt styrda exporten till de högre priser som gällde på den internationella marknaden. Samtidigt gav detta lägre vinster för producenterna och jordbruket, som sedan kolonialtidens början alltid varit Argentinas dominerande näringsgren, stagnerade med minskande exportvolymer till följd. Under tidig efterkrigstid moderniserade dessutom flera andra länder sitt jordbruk. När de ekonomiska problemen blivit akuta försökte Perón ändra sin ekonomiska politik, men lyckades inte lösa problemen.
Från 1952 blev oppositionen mot Perón starkare och Argentinas politiska liv blev allt mer polariserat. Kritik mot honom och hans diktatoriska stil fanns dels från vänsterkretsar och dels från konservativa och katolska kretsar, där många officerare ingick. Flera kuppförsök inträffade, bland annat utfördes i maj 1955 ett bombanfall mot Plaza de Mayo och regeringsbyggnaden Casa Rosada av stridsflyg från flygvapnet och flottan. I september 1955 avsattes Juan Perón i en relativt oblodig statskupp iscensatt av armén och flottan, och gick i exil.
Perón återkom på posten 1973 men avled 1974. Han efterträddes då av sin fru Isabel Perón men hon störtades av en militärjunta 1976 ledd av general Jorge Videla vilket kom att bli inledningen på det smutsiga kriget.

### Det smutsiga kriget
Under diktaturåren inleddes en massiv politisk förföljelse med hundratusentals fängslade. Misstänkta för politiska brott och för brott enligt strafflagen torterades rutinmässigt.
Redan 1975 hade de väpnade styrkorna upprättat en hemlig, repressiv organisation som skulle bekämpa "omstörtande verksamhet". Det främsta vapnet var planerade "försvinnanden" Dessa illegala förfaranden utvidgades efter statskuppen den 24 mars 1976,- Under åren 1976—1979 ersatte #försvinnanden# praktiskt taget de formella arresterings- och häktningsförfarandena. När fångarna saknade rättsligt skydd, och när alla kontakter med familjer och vänner var brutna, fanns det ingenting som bromsade den tortyr eller misshandel som alla "försvunna" utsattes för. Människorättsgrupper uppskattar att uppemot 30000 argentinare försvann. Därutöver tvångsadopterades uppemot 500 barn som i huvudsak blivit födda under fångenskap
Många av de försvunna kom att passera en tid av fångenskapen i det ökända koncentrationslägret ESMA. En av de tiotusentals försvunna och mördade var svenskargentinskan Dagmar Hagelin.
1982 inledde den dåvarande militärjuntan Falklandskriget emot Storbritannien. Kriget slutade med nederlag och sedermera militärjuntans undergång.

## Den demokratiska perioden från 1983
Militärdiktaturen försvagades efter nederlaget i Falklandskriget 1982 och sedan 1983 års val har Argentina varit en demokrati.
Perioden efter demokratins återkomst präglades av hyperinflation med omfattande social oro i mitten av 1980-talet vilket fick regeringen under president Raúl Alfonsín på fall. Segraren, Carlos Menem stabiliserade landet genom att knyta landets valuta till dollarn och inleda omfattande privatiseringar av offentlig verksamhet, där inkomsterna från försäljningen i många fall förskingrades av Menem och hans närstående. För tillfället pågår flera domstolsprocesser om korruption mot den forne presidenten. Systemet med en knuten valutakurs stabiliserade inflationen men visade sig i längden vara ohållbart då centralbanken var tvingad att ta stora lån för att försvara valutan. Som en konsekvens av detta, vid årsskiftet 2001-2002, ställde Argentina in sina betalningar samtidigt som ett flertal banker gick i konkurs. Många argentinare förlorade sina besparingar över en natt och omfattande social oro följde. Den ekonomiska kollapsen ledde till att dåvarande presidenten Fernando de la Rúa övergav presidentpalatset i en helikopter sedan en folkmobb försökt storma palatset.
Sedan 2003 råder en relativt stabil ekonomisk utveckling med en betydande ekonomisk återhämtning sedan krisen 2001-2002. President Nestor Kirchner styrde landet åren 2003-2007 då han lämnade över makten till sin hustru Cristina Fernández de Kirchner. Under Nestor Kirchners år vid makten bröt landet alla sina kontakter med IMF som man såg som medansvarig för krisen i och med den ekonomiska rådgivning och de lån man hade fått för att hålla vid liv systemet med en dollarbunden växelkurs. Argentina betalade under 2008 tillbaka alla de lån man hade tagit genom IMF.
Åren 2003 till 2015 leddes landet av två vänsterperonister Néstor Kirchner och hans hustru Cristina. Därefter tog den borgerliga politikern Mauricio Macri över som president. Mauricio Macri var president åren 2015 till 2019. Peronist Alberto Fernández  var president i Argentina åren 2019 till 2023. I presidentvalet 2023 segrade Javier Milei – en högerpopulist utan politisk erfarenhet som har utlovat en dramatisk omdaning av samhället.